# Papricha
Papricha (ros. Паприха) – wieś w Rosji, w rejonie wołogodzkim obwodu wołogodzkiego. W 2010 r. liczyła 141 mieszkańców.